# خس البحر
خس البحر أو الأولفا (الاسم العلمي: Ulva) هي جنس من الطحالب الخضراء يتبع الفصيلة الأولفاوية من رتبة الأولفاويات. وهي أشنات خضراء تنمو في البحيرات الشاطئية وفي قيعان الخلجان والمياه المالحة ذاتيـة التغـذية وتمثل مصدر للغذاء لبعض فئات الحيوانات مثل خروف البحر ولبعـض الشعـوب التي تعتبر بالنسبة لها مصدرا غذائيا. الأولفا باللاتيني تعني البردي.